# Манкани, Неха
Неха Манкани — пакистанская акушерка. Помимо пропаганды важности акушерства и сбора средств на уход за пациентками, она работала над привлечением внимания к влиянию изменения климата на акушерство и здравоохранение в целом.

## Образование
Манкани выросла в семье, которая поддерживала её стремление к образованию. Она получила степень бакалавра социальных наук в Университете управленческих наук Лахора, затем на училась Соединённых Штатах в качестве стипендиатки программы Фулбрайта, где получила степень магистра Колумбийского университета в области общественного здравоохранения и участвовала в программе молодых лидеров ICM.

## Карьера
Летом во время обучения в магистратуре Манкани работала в лагере беженцев в Уганде. Получив степень магистра, Манкани присоединилась к акушерской программе больницы Леди Дафферин. Она начала собирать небольшие суммы денег среди своих друзей и родственников, чтобы оказать пациентам финансовую поддержку.
В 2015 году Манкани начала управлять пакистанскими клиниками охраны материнского здоровья для малообеспеченных общин.
В 2019 году Манкани основала в Карачи благотворительную организацию Mama Baby Fund, которая оказывает финансовую поддержкц семьям, которые не могут позволить себе дородовую, послеродовую и младенческую медицинскую помощь.
В 2020 году Манкани начала ездить на остров Баба, расположенный у побережья Карачи, чтобы оказывать помощь пациентам там. Помимо акушерства, Манкани и иным образом ухаживала за пациентами и составляла планы реагирования на стихийные бедствия.
По состоянию на 2021 год Манкани работала над созданием и управлением программ акушерства в учреждениях первичной медико-санитарной помощи в Indus Hospital and Health Network (IHHN).
В 2022 году Манкани входила в группу акушерок, которые оказывали помощь во время наводнения в провинции Синд. В рамках этой работы она, чтобы доставить принадлежности для родовспоможения, посетила районы, пострадавшие от наводнения, и лагеря для внутренне перемещённых лиц. Она также руководила клиниками охраны материнского здоровья. Манкани дала интервью о своей работе для программы Би-би-си «Женский час», а позже о её работе был снят короткий документальный фильм. В декабре 2022 года она дала интервью Би-би-си во второй раз, в нём она рассказала о влиянии на пакистанок недоедания.
Манкани член Международной конфедерации акушерок, организации «Женщины за глобальное здравоохранение», региональный координатор кампании PUSH в Южной Азии и глава отделения Ассоциации акушерок Пакистана в Карачи. В марте 2024 года Манкани выступила на праздновании Международного женского дня, организованном в Калифорнии Direct Relief.

## Признание
В 2021 году Манкани стала одной из семи женщин-работниц здравоохранения, получивших присуждаемую организацией Women in Global Health премию Beyond Applause: Heroines of Health 2021.
В марте 2023 года Манкани была названа Миссией США в Пакистане «Отважной женщиной» 2023 года. В ноябре 2023 года Манкани вошла в список 100 женщин по версии Би-би-си.

## Публикации
- Mir, Ali; Shaikh, Gul; Shaikh, Saleem; Mankani, Neha; Hassan, Anushe; Sadiq, Maqsood (2013). Assessing retention and motivation of public health-care providers (particularly female providers) in rural Pakistan (Report). Population Council. doi:10.31899/rh3.1004.
- Mir, Ali Mohammad; Shaikh, Muhammad Saleem; Rashida, Gul; Mankani, Neha (December 2015). To serve or to leave: a question faced by public sector healthcare providers in Pakistan. Health Research Policy and Systems (англ.). 13 (S1): 58. doi:10.1186/s12961-015-0045-4. ISSN 1478-4505. PMC 4895244. PMID 26790926.
- Jahangir, Aminah; Mankani, Neha. Aahung - Empowering Adolescents in Pakistan through Life Skills-based Education (PDF) (Report). United Nations Girls' Education Initiative.
- Smith, Janel R.; Ho, Lara S.; Langston, Anne; Mankani, Neha; Shivshanker, Anjuli; Perera, Dhammika (2013). Clinical care for sexual assault survivors multimedia training: A mixed-methods study of effect on healthcare providers' attitudes, knowledge, confidence, and practice in humanitarian settings. Conflict and Health. 7 (1): 14. doi:10.1186/1752-1505-7-14. PMC 3708794. PMID 23819561.